# Khung chậu
Khung chậu dùng để chỉ phần dưới của thân của cơ thể người, giữa bụng và đùi, hoặc phần xương ở trong vùng này.